# فرنسيسكو بيسيرا بوسادا
فرنسيسكو بيسيرا بوسادا (بالإسبانية: Francisco Becerra Posada)‏ هو طبيب مكسيكي، ولد في القرن العشرين.